# 樺山諒乃介
樺山 諒乃介（かばやま りょうのすけ、2002年9月17日 - ）は、大阪府出身のプロサッカー選手。Jリーグ・ギラヴァンツ北九州所属。ポジションはミッドフィールダー、フォワード、トップ下。

## 来歴
中学時代から注目をあつめて、Jユースや強豪校の争奪戦となったが興國高等学校に進学。ミッドフィルダーやフォワードとしてプレーでき、技術の高さが評価されて高校2年時に横浜F・マリノスに加入が内定した。
2021年より興国高校から横浜F・マリノスに入団。2月26日、開幕戦の川崎フロンターレ戦では長谷川アーリアジャスール以来となる高卒新人として14年ぶりとなる開幕スタメンを飾った。4月28日、ルヴァンカップ・GS第4節のベガルタ仙台戦でプロ入り初ゴールを決めた。同年7月22日、J2リーグのモンテディオ山形に育成型期限付き移籍で加入した。
2022年は期限付きから横浜F・マリノスに復帰。
同年7月、再びモンテディオ山形に育成型期限付き移籍。シーズン終了後、移籍期間満了により退団した。
2023年、サガン鳥栖へ完全移籍。第2節のガンバ大阪戦では、両足を使ったドリブルで相手選手3人を翻弄して得点を記録した。この得点はJ1の3月の月間ベストゴールに選ばれた。選考委員からは「ボックス内で変化を作り、自らフィニッシュに持っていける選手は、日本に今までいなかった。こういう選手が出てくると、決定力を求めて外国籍選手を獲得する必要がなくなる」「シュートまで相手に1回も触られず、シュートもGKのニアの上。Ｊリーグではほぼ見たことのないゴール。心をわしづかみにされた」と評された。
2024年7月1日、ザスパ群馬に育成型期限付き移籍。
2025年、ギラヴァンツ北九州へ育成型期限付き移籍。

## 所属クラブ
- SSクリエイト
- RIPACE
- 興國高等学校
  - 2020年  横浜F・マリノス（特別指定選手）
- 2021年 - 2022年  横浜F・マリノス
  - 2021年7月 - 同年12月  モンテディオ山形（育成型期限付き移籍）
  - 2022年7月 - 同年12月  モンテディオ山形（育成型期限付き移籍）
- 2023年 -  サガン鳥栖
  - 2024年7月 - 12月 ザスパ群馬（育成型期限付き移籍）
  - 2025年 -  ギラヴァンツ北九州（育成型期限付き移籍）

## 個人成績
| 国内大会個人成績 | 国内大会個人成績 | 国内大会個人成績 | 国内大会個人成績 | 国内大会個人成績 | 国内大会個人成績 | 国内大会個人成績 | 国内大会個人成績 | 国内大会個人成績 | 国内大会個人成績 | 国内大会個人成績 | 国内大会個人成績 |
| 年度             | クラブ           | 背番号           | リーグ           | リーグ戦         | リーグ戦         | リーグ杯         | リーグ杯         | オープン杯       | オープン杯       | 期間通算         | 期間通算         |
| 年度             | クラブ           | 背番号           | リーグ           | 出場             | 得点             | 出場             | 得点             | 出場             | 得点             | 出場             | 得点             |
| 日本             | 日本             | 日本             | 日本             | リーグ戦         | リーグ戦         | リーグ杯         | リーグ杯         | 天皇杯           | 天皇杯           | 期間通算         | 期間通算         |
| ---------------- | ---------------- | ---------------- | ---------------- | ---------------- | ---------------- | ---------------- | ---------------- | ---------------- | ---------------- | ---------------- | ---------------- |
| 2021             | 横浜FM           | 35               | J1               | 5                | 0                | 7                | 3                | 1                | 0                | 13               | 3                |
| 2021             | 山形             | 35               | J2               | 16               | 2                | -                | -                | -                | -                | 16               | 2                |
| 2022             | 横浜FM           | 35               | J1               | 7                | 0                | 0                | 0                | 2                | 0                | 9                | 0                |
| 2022             | 山形             | 41               | J2               | 16               | 2                | -                | -                | -                | -                | 16               | 2                |
| 2023             | 鳥栖             | 41               | J1               | 22               | 2                | 6                | 1                | 2                | 1                | 30               | 4                |
| 2024             | 鳥栖             | 41               | J1               | 3                | 0                | 1                | 0                | 1                | 0                | 5                | 0                |
| 2024             | 群馬             | 28               | J2               | 15               | 1                | -                | -                | -                | -                | 15               | 1                |
| 2025             | 北九州           | 99               | J3               |                  |                  |                  |                  |                  |                  |                  |                  |
| 通算             | 日本             | 日本             | J1               | 37               | 2                | 14               | 4                | 6                | 1                | 57               | 7                |
| 通算             | 日本             | 日本             | J2               | 47               | 5                | -                | -                | -                | -                | 47               | 5                |
| 通算             | 日本             | 日本             | J3               |                  |                  |                  |                  |                  |                  |                  |                  |
| 総通算           | 総通算           | 総通算           | 総通算           | 84               | 7                | 14               | 4                | 6                | 1                | 104              | 12               |

| 国際大会個人成績 | 国際大会個人成績 | 国際大会個人成績 | 国際大会個人成績 | 国際大会個人成績 |
| 年度             | クラブ           | 背番号           | 出場             | 得点             |
| AFC              | AFC              | AFC              | ACL              | ACL              |
| ---------------- | ---------------- | ---------------- | ---------------- | ---------------- |
| 2022             | 横浜FM           | 35               | 1                | 0                |
| 通算             | AFC              | AFC              | 1                | 0                |

出場歴
- Jリーグ初出場 - 2021年2月26日 J1第1節 川崎フロンターレ戦 (等々力陸上競技場)
- Jリーグ初得点 - 2021年10月10日 J2第33節 ブラウブリッツ秋田戦 (NDソフトスタジアム山形)

## 代表歴
- U-16日本代表
  - U-16インターナショナルドリームカップ（2018年）
- U-20日本代表
  - 千葉キャンプ（2021年）